# План оборони України
План оборони України — складова частина оборонного планування, що містить сукупність документів, які визначають зміст, обсяги, виконавців, порядок і строки здійснення  політичних,  економічних, соціальних, воєнних, наукових, науково-технічних, інформаційних, правових, організаційних, інших заходів держави щодо підготовки до збройного захисту та її захист у разі збройної агресії або збройного конфлікту. План оборони України передбачений законом «Про оборону України».. 

## Історія створення та застосування
Починаючи з 2013 року працівники  Національного інституту стратегічних досліджень та Центру воєнно-стратегічних досліджень Національного університету оборони України ім. Івана Черняховського неодноразово наголошували на створення  та розширення повноважень  Генерального штабу Збройних Сил України, пов’язаних із плануванням оборони держави, а також розроблення нового комплексного документу – плану оборони України.
Закон необхідний для:
- поєднання та взаємоузгодження в такому плані документів із підготовки держави до оборони з документами щодо відсічі збройній агресії силами оборони;

- визначення у ньому симетричних та асиметричних воєнних і невоєнних відповідей на можливі, в тому числі «гібридні», дії агресора;

- забезпечення більш якісної підготовки органів державної влади, органів місцевого самоврядування, єдиної системи цивільного захисту та національної економіки України до переведення на воєнний час;

- об’єднання зусиль і спроможності всіх суб’єктів держави щодо ведення оборони;

- належної підготовки населення і території держави до оборони;

- посилення координації діяльності складових сил оборони для надання ефективної відсічі збройній агресії або ліквідації збройного конфлікту.

У липні 2018 р. набув чинності Закон України «Про національну безпеку України» . Однак, військово-політичне керівництво ухвалило рішення, що імплементація вказаної законодавчої норми має відбутися лише з 1 січня 2021 року. Втілити в життя норми не вдалося.
Після  інавгурації Президента України В. Зеленського. Наприкінці травня 2019 року був поданий аналогічний документ, в якому рекомендувалося запропонувати Президенту України внести на розгляд Верховної Ради України законопроект щодо розроблення в державі Плану оборони України. Президент України вніс 28 серпня 2019 р. на розгляд Верховної Ради України проект Закону України «Про внесення змін до Закону України щодо організації оборони держави», яким, зокрема, передбачено розроблення та затвердження Плану оборони України. При цьому глава держави визначив цей закон як невідкладний для позачергового розгляду парламентом. Закон був прийнятий 20 вересня 2019 р. і набрав чинності 25 вересня 2019 р. Президент доручив  Міністру оборони України  А. Загороднюку «розробити й затвердити план оборони, який міститиме комплекс заходів для захисту України від агресії».
15 жовтня 2021 року на засіданні РНБО документ було затверджено. Таким чином над документом працювали майже два роки.
24 лютого 2022 року, у зв'язку зі збройною агресією Російської Федерації проти України на засіданні РНБО України було введено в дію План оброни України за сценарієм першим “Ескалація Російською Федерацією збройної агресії проти України, збройна агресія з боку інших держав або коаліцій держав - повномасштабне застосування воєнної сили проти України шляхом проведення військових операцій з рішучими цілями, що може супроводжуватись інформаційними кампаніями, інформаційно-психологічними операціями, кіберопераціями та спеціальними операціями проти України, а також блокадою її портів, узбережжя, повітряного простору”. 

## Зміст документу
План оборони України є секретним документом і має бути реалізованим у разі війни відповідним рішенням РНБО.
Голова РНБО України Олексій Данілов, проте, розповідав журналістам, що в документі містяться, зокрема, пункти про кібербезпеку та інформаційну безпеку. Крім того, в плані оборони передбачено повну взаємодію всіх органів центральної влади, місцевої влади, військових та національного спротиву.